# 결혼 대작전
결혼 대작전은 1970년 공개된 대한민국의 영화이다.

## 배역
- 신영균
- 윤정희
- 신성일
- 안인숙

## 수상
- 제1회 무등영화제
  - 신인여우상 - 안인숙